# Gallotia
Gallotia és un  gènere de sauròpsids (rèptis) escatosos que inclou un conjunt d'espècies de llangardaixos endèmics de les illes Canàries.

## Taxonomia
- Gallotia atlantica
- Gallotia auaritae García-Márquez, López-Jurado & Barahona, 2001 (es creia extint)
- Gallotia bravoana Hutterer, 1985
- Gallotia caesaris (Lehs, 1914)
- Gallotia galloti (Oudart, 1839)
- Gallotia goliath (subfòssil)
- Gallotia intermedia Hernández, Nogales & Martín, 2000
- Gallotia simonyi (Steindachner, 1889)
  - Gallotia simonyi simonyi (extint)
  - Gallotia simonyi machadoi
- Gallotia stehlini (Schenkel, 1901)

|         | El Hierro   | La Palma    | La Gomera   | Tenerife      | Gran Canaria | Fuerteventura | Lanzarote    |
| ------- | ----------- | ----------- | ----------- | ------------- | ------------ | ------------- | ------------ |
| Petites | G. caesaris | G. galloti  | G. caesaris | G. galloti    | G. atlantica | G. atlantica  | G. atlantica |
| Grans   |             |             |             | G. intermedia |              |               |              |
| Gegants | G. simonyi  | G. auaritae | G. bravoana | G. goliath    | G. stehlini  | G. stehlini   |              |